# Liste der DDR-Orgelbauer
Diese Liste enthält Orgelbaufirmen und Orgelbauer, die in der DDR tätig waren.

## Orgelbauer
In der DDR gab es über 30  Betriebe und  Orgelbauer, die Pfeifenorgeln bauten. Die vier größten Eule, Jehmlich, Sauer und Schuke wurden 1972 verstaatlicht, die anderen konnten weiter privat arbeiten. Die Liste führt alle Orgelbauer mit Neubauten bis 1990 auf.
| Kurzname, Ort                   | Bestehen                | Offizielle Bezeichnungen, Eigentümer                                                                           | Bild | Orgelneubauten 1945–1990         | Bemerkungen |
| ------------------------------- | ----------------------- | --- | ---- | -------------------------------- | --- |
| Adam, Halle                     | ab 1955–1975            | Orgelbau R. Adam                                                                                               |      | mindestens 25                    | Schüler von U. Fahlberg, Erweiterung mehrerer Orgeln |
| Bahr, Weimar                    | 1966–1979               | Günter Bahr |      | mindestens 3                     | Nachfolger von Gerhard Kirchner, vor allem Reparaturen und Restaurierungen, übernommen von Norbert Sperschneider (s. u.)                                            |
| Böhm, Gotha                     | 1888–1995               | Orgelbauanstalt Rudolf Böhm (1926–1995) Inh. Rudolf Böhm (bis 1961), (ab 1961) Gerhard Böhm                    |      |                                  | |
| Brandt, Magdeburg               |                         | |      |                                  | Firma 1953 von A. Schuster & Sohn übernommen |
| Brode, Heiligenstadt            | seit 1980               | Karl Brode |      |                                  | [ 4 ] |
| Creutz, Nentmannsdorf           | seit um 1988            | Siegfried Creutz                                                                                               |      | mindestens ein Positiv (Meißen), | sonst Reparaturen und Umbauten |
| Eule, Bautzen                   | seit 1872               | Hermann Eule Bautzen; VEB Eule-Orgelbau Bautzen (1972–1990)                                                    |      | etwa 300                         | [ 5 ] |
| Fahlberg, Eberswalde            | seit 1851/1965          | Ulrich Fahlberg, Eberswalder Orgelbau                                                                          |      |                                  | 1965 Übernahme von Karl Gerbig (s. u.) |
| Gerbig, Eberswalde              | 1928–1965               | Karl Gerbig, A. Kienscherf Nachf., Inh. Karl Gerbig                                                            |      | mindestens 5                     | Nachfolger von Albert Kienscherf, 1965 an Ulrich Fahlberg (s. o.)                                                                                                   |
| Gernhardt, Leipzig              |                         | Klaus Gernhardt                                                                                                |      | mindestens 1                     | sonst Restaurierungen, später in Bad Lausick ansässig |
| Ludwig Glöckner, Berlin         | 1947–1977               | Ludwig Glöckner                                                                                                |      | mindestens 10                    | 1977 an Axel Stüber (s. u.) |
| Helfenbein, Gotha               | vor 1910–um 2010        | Wiegand und Hans Helfenbein                                                                                    |      |                                  | [ 7 ] |
| Lothar Heinze, Stadtilm         | ca. 1946–1967           | Lothar Heinze                                                                                                  |      |                                  | Übernahm nach dem Zweiten Weltkrieg die Werkstatt von Adam Eifert Nachfolger, 1967 an Karl-Heinz Schönefeld übergeben (s. u.)                                       |
| Hüfken, Halberstadt             | seit 1978               | Reinhard Hüfken                                                                                                |      |                                  | |
| Jandeck, Fritz                  | ab ca. 1949             | Fritz Jandeck                                                                                                  |      |                                  | bis ca. 1960, führte Umdisponierungen und Pflegeaufträge, u. a. gemeinsam mit Reinhard Adam aus.                                                                    |
| Jehmlich, Dresden               | seit 1808               | Gebrüder Jehmlich Orgelbau Dresden (bis 1972); VEB Orgelbau Dresden, VEB Jehmlich Orgelbau Dresden (1972–1990) |      | etwa 450                         | |
| Kirchner, Weimar                | 1935–1975               | Gerhard Kirchner                                                                                               |      |                                  | Nachfolger von Emil Heerwagen, übernommen von Günter Bahr (s. o.)                                                                                                   |
| Gerol Kaiser, Frankfurt         |                         | Gerol Kaiser-Reka                                                                                              |      | mindestens 3 kleine Orgeln       | baute sonst historische Musikinstrumente |
| Köhler, Pretzsch                |                         | Eduard Fritz Köhler                                                                                            |      |                                  | |
| Kühn, Merseburg                 | 1935–1995               | Rudolf Kühn (bis etwa 1950), Gerhard Kühn                                                                      |      | mindestens 2                     | [ 8 ] |
| Erwin Lägel, Eilsleben          | 1950er bis 1980er Jahre | |      |                                  | arbeitete bei Orgelbaumeister Brandt (Magdeburg), mit Übernahme der Firma 1953 durch A. Schuster & Sohn (Zittau) an Orgeln im Großraum Magdeburg für Schuster tätig |
| Lahmann, Leipzig                | 1955–1987               | Hermann Lahmann                                                                                                |      | mindestens 6, davon 2 in UdSSR   | 1947–1954 Leiter der Jehmlich-Außenstelle Leipzig |
| Paul Laubs, Erfurt              | 1942–1952               | Paul Laubs |      |                                  | im Auftrag von Walcker |
| Löbling, Erfurt                 | 1970er Jahre            | Herbert Löbling                                                                                                |      |                                  | |
| Nußbücker, Plau am See          | seit 1965               | Wolfgang Nußbücker                                                                                             |      |                                  | 1965 in Erfurt gegründet, 1966 nach Plau, seit 1990 Mecklenburger Orgelbau                                                                                          |
| Raatz, Crossen (Kreis Rochlitz) | um 1983– ?              | Hans-Dietrich Raatz                                                                                            |      | mindestens 2                     | sonst Reparaturen und Umbauten |
| Rühle, Moritzburg               | seit 1932               | Wilhelm Rühle bis 1988, dann Wieland Rühle                                                                     |      |                                  | |
| Sauer, Frankfurt                | seit 1857               | VEB Frankfurter Orgelbau Sauer (1972–1990)                                                                     |      | etwa 600                         | [ 12 ] [ 13 ] |
| Schmeisser, Rochlitz            | 1844–1975               | Rudolf Schmeisser                                                                                              |      |                                  | |
| Orgelbau Schönefeld, Stadtilm   | seit 1809               | Karl-Heinz Schönefeld (seit 1967)                                                                              |      |                                  | übernahm 1967 von Lothar Heinze, dieser übernahm Adam Eifert Nachfolger, dieser übernahm von August Witzmann, dieser übernahm von Benjamin Witzmann                 |
| Schuke, Potsdam                 | seit 1820               | VEB Potsdam Schuke-Orgelbau (1972–1990)                                                                        |      | ca. 350                          | [ 14 ] [ 15 ] |
| Schuricht, Taucha               | vor 1964–um 1979        | Hans Schuricht                                                                                                 |      | mindestens 4                     | fast keine Informationen |
| Schüßler, Greiz                 |                         | Hartmut Schüßler                                                                                               |      |                                  | |
| Schuster, Zittau                | seit 1869               | Siegfried Schuster                                                                                             |      |                                  | Übernahme und Fortführung der Firma nach 1990 durch Benjamin Welde                                                                                                  |
| Sohnle, Halberstadt             | 1937–um 1980            | Wilhelm Sohnle                                                                                                 |      |                                  | 1937–1952 Filiale von E. Palandt & Sohnle KG Hildesheim und Halberstadt                                                                                             |
| Sperschneider, Weimar           | 1979–2002               | Norbert Sperschneider                                                                                          |      | mindestens 1 (Günz)              | übernahm Werkstatt von Günter Bahr (s. o.), Umbauten und Reparaturen                                                                                                |
| Stüber, Berlin                  | 1977– um 1990           | Axel Stüber, Stüber Orgelbau Berlin                                                                            |      | mindestens 4                     | Übernahme von Ludwig Glöckner (s. o.), seit etwa 1990 Drehorgelbau                                                                                                  |
| Voigt, Bad Liebenwerda          | seit 1905               | Arno Voigt (bis 1961), Gisbert Voigt, Dieter Voigt                                                             |      |                                  | |
| Wünning, Großolbersdorf         | seit 1983               | Georg Wünning                                                                                                  |      |                                  | |